# Premio Hammett

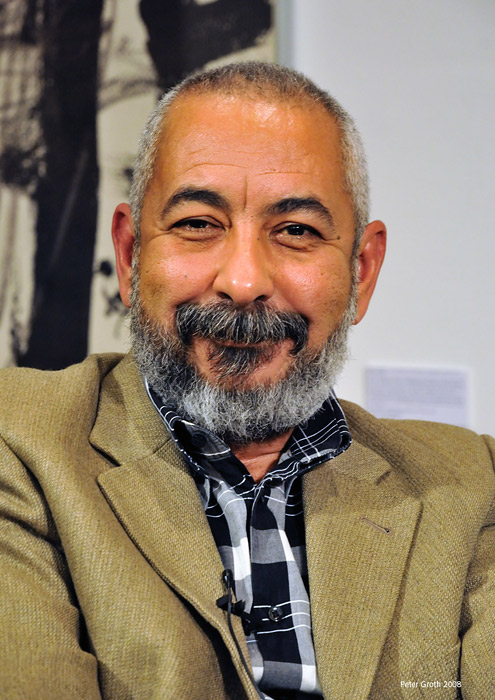
Preisträger der Jahre 1998 und 2006: der Kubaner Leonardo Padura

Der Premio Hammett (Premio Hammet a la mejor novela negra en español; nicht zu verwechseln mit dem nordamerikanischen Hammett Prize) ist ein spanischer Literaturpreis, der seit 1988 den besten im Vorjahr erschienenen spanischsprachigen Kriminalroman kürt. Er wird jedes Jahr im Juli von der Asociación Internacional de Escritores Policíacos (AIEP), der internationalen Vereinigung der Kriminalschriftsteller, auf der einwöchigen Semana Negra (dt.: „Schwarze Woche“) vergeben, einem Literaturfestival, das im spanischen Gijón stattfindet. Namensgeber für die Auszeichnung war Dashiell Hammett (1894–1961), der zu den Pionieren des amerikanischen hard-boiled-Krimis zählt.

## Preisträger
Am häufigsten mit dem Premio Hammett wurden spanische Kriminalschriftsteller ausgezeichnet (18 Siege, darunter Autoren mit doppelter Staatsangehörigkeit) gefolgt von ihren Kollegen aus Argentinien (12), Mexiko (9) sowie Kuba (5). Erfolgreichste Autoren sind der in Mexiko lebende Spanier Paco Ignacio Taibo II und sein Landsmann Andreu Martín, die den Preis je dreimal gewinnen konnten.
| Jahr | Preisträger (Nationalität)             | Romantitel                 | Deutscher Titel                   |  |
| ---- | -------------------------------------- | -------------------------- | --------------------------------- |  |
| 1988 | Paco Ignacio Taibo II (Spanien/Mexiko) | La vida misma              | Das bizarre Leben                 |  |
| 1989 | Andreu Martín (Spanien)                | Barcelona Connection       | Barcelona Connection              |  |
| 1990 | Sergio Ramírez (Nicaragua)             | Castigo divino             |                                   |  |
| 1991 | Paco Ignacio Taibo II (Spanien/Mexiko) | Cuatro manos               | Vier Hände                        |  |
| 1992 | Daniel Chavarría (Uruguay/Kuba)        | Allá ellos                 | Die Wunderdroge                   |  |
| 1993 | Andreu Martín (Spanien)                | El hombre de la navaja     | Die Stadt, das Messer und der Tod |  |
| 1994 | Paco Ignacio Taibo II (Spanien/Mexiko) | La bicicleta de Leonardo   | Das Fahrrad des Leonardo da Vinci |  |
| 1995 | Rolo Díez (Argentinien/Mexiko)         | Luna de escarlata          |                                   |  |
| 1996 | Juan Damonte (Argentinien)             | Chau papá                  | Ciao Papá                         |  |
| 1997 | Javier Azpeitia (Spanien)              | Hipnos                     |                                   |  |
| 1997 | Juan Hernández Luna (Mexiko)           | Tabaco para el puma        |                                   |  |
| 1998 | Leonardo Padura (Kuba)                 | Paisaje de otoño           | Das Meer der Illusionen           |  |
| 1999 | Justo E. Vasco (Kuba)                  | Mirando espero             |                                   |  |
| 2000 | Jorge Franco Ramos (Kolumbien)         | Rosario Tijeras            | Die Scherenfrau                   |  |
| 2001 | Andreu Martín (Spanien)                | Bellísimas personas        |                                   |  |
| 2002 | José Carlos Somoza (Spanien)           | Clara y la penumbra        | Clara                             |  |
| 2003 | Francisco González Ledesma (Spanien)   | El pecado o algo parecido  |                                   |  |
| 2003 | José Latour (Kuba)                     | Mundos sucios              |                                   |  |
| 2004 | Rolo Díez (Argentinien/Mexiko)         | Papel picado               |                                   |  |
| 2005 | Raúl Argemí (Argentinien)              | Penúltimo nombre de guerra | Chamäleon Cacho                   |  |
| 2005 | Rafael Ramírez Heredia (Mexiko)        | La Mara                    |                                   |  |
| 2006 | Leonardo Padura (Kuba)                 | La neblina del ayer        | Der Nebel von gestern             |  |
| 2007 | Juan Hernández Luna (Mexiko)           | Cadáver de ciudad          |                                   |  |
| 2008 | Juan Ramón Biedma (Spanien)            | El imán y la brújula       |                                   |  |
| 2008 | Leonardo Oyola (Argentinien)           | Chamamé                    |                                   |  |
| 2009 | David Torres (Spanien)                 | Niños de tiza              |                                   |  |
| 2009 | Guillermo Saccomano (Argentinien)      | 77                         |                                   |  |
| 2010 | Guillermo Orsi (Argentinien)           | Nadie ama a un policía     | Im Morgengrauen                   |  |
| 2011 | Ricardo Piglia (Argentinien)           | Blanco nocturno            | Ins Weiße zielen                  |  |
| 2012 | Cristina Fallarás (Spanien)            | Las niñas perdidas         |                                   |  |
| 2013 | Guillermo Saccomano (Argentinien)      | Cámara Gesell              |                                   |  |
| 2014 | Alexis Ravelo (Spanien)                | La estrategia del pequinés |                                   |  |
| 2015 | Carlos Zanón (Spanien)                 | Yo fui Johnny Thunders     |                                   |  |
| 2016 | Marcelo Luján (Argentinien)            | Subsuelo                   |                                   |  |
| 2017 | David Llorente (Spanien)               | Madrid: frontera           |                                   |  |
| 2018 | Juan Bas (Spanien)                     | El refugio de los canallas |                                   |  |
| 2019 | Carlos Bassas del Rey (USA)            | Justo                      |                                   |  |
| 2019 | Juan Sasturain (Argentinien)           | El último Hammett          |                                   |  |
| 2020 | Berna González Harbour (Spanien)       | El sueño de la razón       |                                   |  |
| 2021 | Claudia Piñeiro                        | Catedrales                 | Kathedralen                       |  |
| 2022 | Nicolás Ferraro (Argentinien)          | Ámbar                      | Ámbar                             |  |
| 2022 | Carlos Bardem (Spanien)                | El asesino inconformista   |                                   |  |
| 2023 | Imanol Caneyada (Spanien/Mexiko)       | Litio                      |                                   |  |
| 2024 | Empar Fernández Gómez (Spanien)        | El miedo en el cuerpo      |                                   |  |